# Psychoda symmetrica
Psychoda symmetrica är en tvåvingeart som beskrevs av Vaillant 1973. Psychoda symmetrica ingår i släktet Psychoda och familjen fjärilsmyggor.
Artens utbredningsområde är North Carolina. Inga underarter finns listade i Catalogue of Life.